# Videojuegos de Bob Esponja
Los videojuegos de Bob Esponja son múltiples colecciones de videojuegos basadas en la serie de televisión animada de Nickelodeon, Bob Esponja, que fue creado originalmente por Stephen Hillenburg. Hasta 2013, la gran mayoría de títulos fueron publicados por THQ . De 2013 a 2015, la licencia de la mayoría de los títulos se entregó a Activision . Ahora la licencia ha sido recogida por THQ Nordic . Algunas de las entregas se basan en conceptos de episodios específicos , así como en los dos estrenos teatrales. Hay varias versiones distintas para juegos individuales.
Bob Esponja y personajes relacionados también han aparecido en muchos otros videojuegos, junto con otros Nicktoons. Los géneros de estos videojuegos son principalmente acción, aventura y plataformas. Sin embargo, algunos selectos también van desde fiestas hasta deportes y carreras.
Los juegos de la serie principal recibieron críticas mixtas de los críticos, sin embargo, muchos juegos de la serie se han vendido con éxito.

## Desarrollo
El primer juego con la licencia de SpongeBob SquarePants fue desarrollado por Vicarious Visions. Continuaron desarrollando las versiones de Game Boy Advance de otros títulos multiplataforma hasta 2003.
El motor de Battle for Bikini Bottom sirvió como motor del videojuego basado en Bob Esponja: la película. Heavy Iron Studios, los desarrolladores del juego, ajustaron los gráficos para darle al juego un aspecto más nítido e imaginativo que el de Battle for Bikini Bottom . También aumentaron el número de polígonos, agregaron varios niveles de carreras e incorporaron muchas de las criaturas que se ven en la película.

## Lanzamientos
| Año  | Título                                                       | Plataforma(s)                                 | Plataforma(s)    | Plataforma(s)                    | Etiqueta(s) adquirida(s)                                                             |
| Año  | Título                                                       | Consola                                       | Computador       | Mano                             | Etiqueta(s) adquirida(s)                                                             |
| ---- | ------------------------------------------------------------ | --------------------------------------------- | ---------------- | -------------------------------- | ------------------------------------------------------------------------------------ |
| 2001 | SpongeBob SquarePants: Legend of the Lost Spatula            | —                                             | —                | Game Boy Color                   | —                                                                                    |
| 2001 | SpongeBob SquarePants: Operation Krabby Patty                | —                                             | Windows          | —                                | —                                                                                    |
| 2001 | SpongeBob SquarePants: SuperSponge                           | PlayStation                                   | —                | Game Boy Advance                 | - PlayStation Greatest Hits                                                          |
| 2002 | SpongeBob SquarePants: Employee of the Month                 | —                                             | Windows          | —                                | —                                                                                    |
| 2002 | SpongeBob SquarePants: Revenge of the Flying Dutchman        | PlayStation 2 GameCube                        | —                | Game Boy Advance                 | —                                                                                    |
| 2003 | SpongeBob SquarePants Collapse                               | —                                             | Windows          | —                                | —                                                                                    |
| 2003 | SpongeBob SquarePants Darts                                  | —                                             | Windows          | Móvil                            | —                                                                                    |
| 2003 | SpongeBob SquarePants: Battle for Bikini Bottom – Rehydrated | PlayStation 2 Xbox GameCube                   | Windows          | Game Boy Advance                 | - PlayStation 2 Greatest Hits - Xbox Platinum Family Hits - GameCube Player's Choice |
| 2004 | SpongeBob SquarePants and Friends in Freeze Frame Frenzy     | —                                             | —                | Game Boy Advance                 | —                                                                                    |
| 2004 | SpongeBob SquarePants Movin' with friends                    | PlayStation 2                                 | —                | —                                | —                                                                                    |
| 2004 | SpongeBob SquarePants Typing                                 | —                                             | Windows Mac OS X | —                                | —                                                                                    |
| 2004 | The SpongeBob SquarePants Movie Game                         | PlayStation 2 Xbox GameCube                   | Windows Mac OS X | Game Boy Advance Móvil           | - PlayStation 2 Greatest Hits - Xbox Platinum Family Hits - GameCube Player's Choice |
| 2004 | SpongeBob SquarePants Bowling                                | —                                             | —                | Móvil                            | —                                                                                    |
| 2005 | SpongeBob SquarePants: 3D Obstacle Odyssey                   | —                                             | Windows          | —                                | —                                                                                    |
| 2005 | SpongeBob SquarePants: Lights, Camera, Pants!                | PlayStation 2 Xbox GameCube                   | Windows          | Game Boy Advance                 | - PlayStation 2 Greatest Hits - Xbox Platinum Family Hits - GameCube Player's Choice |
| 2005 | SpongeBob SquarePants and Friends: Unite!                    | PlayStation 2 GameCube                        | —                | Game Boy Advance Nintendo DS     | - PlayStation 2 Greatest Hits                                                        |
| 2005 | SpongeBob SquarePants: The Yellow Avenger                    | —                                             | —                | Nintendo DS PlayStation Portable | - PlayStation Portable Greatest Hits, Essentials                                     |
| 2006 | SpongeBob SquarePants: Creature from the Krusty Krab         | PlayStation 2 GameCube Wii                    | Windows          | Game Boy Advance Nintendo DS     | - PlayStation 2 Greatest Hits                                                        |
| 2006 | SpongeBob and Friends: Battle for Volcano Island             | PlayStation 2 GameCube                        | —                | Game Boy Advance Nintendo DS     | —                                                                                    |
| 2006 | SpongeBob SquarePants Diner Dash                             | —                                             | Windows Mac OS X | Móvil                            | —                                                                                    |
| 2007 | SpongeBob and Friends: Attack of the Toybots                 | PlayStation 2 Wii                             | —                | Game Boy Advance Nintendo DS     | —                                                                                    |
| 2007 | SpongeBob Squarepants in Bikini Bottom Bowling               | —                                             | —                | —                                | —                                                                                    |
| 2007 | SpongeBob's Atlantis SquarePantis                            | PlayStation 2 Wii                             | —                | Game Boy Advance Nintendo DS     | —                                                                                    |
| 2007 | SpongeBob SquarePants: Underpants Slam                       | Xbox 360                                      | —                | —                                | —                                                                                    |
| 2008 | SpongeBob SquarePants: The Game of Life                      | —                                             | Windows          | —                                | —                                                                                    |
| 2008 | SpongeBob SquarePants: Monopoly                              | —                                             | Windows          | —                                | —                                                                                    |
| 2008 | SpongeBob SquarePants featuring Nicktoons: Globs of Doom     | PlayStation 2 Wii                             | —                | Nintendo DS                      | —                                                                                    |
| 2008 | Drawn to Life: SpongeBob SquarePants Edition                 | —                                             | —                | Nintendo DS                      | —                                                                                    |
| 2009 | SpongeBob vs. The Big One: Beach Party Cook-Off              | —                                             | —                | Nintendo DS                      | —                                                                                    |
| 2009 | SpongeBob's Truth or Square                                  | Xbox 360 Wii                                  | —                | Nintendo DS PlayStation Portable | - PlayStation Portable Essentials                                                    |
| 2009 | SpongeBob's Truth or Square: SpongeBob SquarePants           | —                                             | Windows          | —                                | —                                                                                    |
| 2010 | SpongeBob's Boating Bash                                     | Wii                                           | —                | Nintendo DS                      | —                                                                                    |
| 2010 | SpongeBob for iOS                                            | —                                             | —                | iOS                              | —                                                                                    |
| 2011 | SpongeBob SquigglePants                                      | Wii                                           | —                | Nintendo 3DS                     | —                                                                                    |
| 2011 | SpongeBob Dinner Dash                                        | —                                             | —                | iOS                              | —                                                                                    |
| 2011 | SpongeBob's Surf & Skate Roadtrip                            | Xbox 360                                      | —                | Nintendo DS                      | —                                                                                    |
| 2013 | SpongeBob Moves In!                                          | —                                             | —                | iOS Android                      | —                                                                                    |
| 2013 | SpongeBob SquarePants: Plankton's Robotic Revenge            | PlayStation 3 Xbox 360 Wii Wii U              | —                | Nintendo DS Nintendo 3DS         | —                                                                                    |
| 2015 | SpongeBob HeroPants                                          | Xbox 360                                      | —                | PlayStation Vita Nintendo 3DS    | —                                                                                    |
| 2020 | SpongeBob Krusty Cook-Off                                    | Nintendo Switch                               | —                | iOS iPadOS Android               | —                                                                                    |
| 2020 | Spongebob SquarePants: Patty Pursuit                         | tvOS                                          | macOS Catalina   | iOS iPadOS                       | —                                                                                    |
| 2020 | SpongeBob SquarePants: Battle for Bikini Bottom – Rehydrated | PlayStation 4 Xbox One Nintendo Switch Stadia | Windows          | iOS iPadOS Android               | —                                                                                    |

| Año  | Título                                | Plataforma(s)                                        | Plataforma(s)  | Plataforma(s)                   | Etiqueta(s) adquirida(s) |
| Año  | Título                                | Consola                                              | Computador     | Mano                            | Etiqueta(s) adquirida(s) |
| ---- | ------------------------------------- | ---------------------------------------------------- | -------------- | ------------------------------- | ------------------------ |
| 2000 | Nicktoons Racing                      | PlayStation                                          | Windows        | Game Boy Color Game Boy Advance | —                        |
| 2002 | Nickelodeon Party Blast               | Xbox GameCube                                        | Windows        | —                               | —                        |
| 2004 | Nicktoons Basketball                  | —                                                    | Windows        | —                               | —                        |
| 2004 | Nicktoons: Freeze Frame Frenzy        | —                                                    | —              | Game Boy Advance                | —                        |
| 2006 | Nicktoons Winners Cup Racing          | —                                                    | Windows        | —                               | —                        |
| 2009 | Nicktoons Nitro                       | —                                                    | —              | —                               | —                        |
| 2011 | Nicktoons MLB                         | Xbox 360 Wii                                         | —              | Nintendo DS Nintendo 3DS        | —                        |
| 2018 | Nickelodeon Kart Racers               | PlayStation 4 Xbox One Nintendo Switch               | —              | —                               | —                        |
| 2018 | Super Brawl Universe                  | —                                                    | —              | iOS iPadOS                      | —                        |
| 2020 | Nickelodeon Kart Racers 2: Grand Prix | PlayStation 4 Xbox One Nintendo Switch               | Windows        | —                               | —                        |
| 2021 | Madden NFL 21                         | PlayStation 4 PlayStation 5 Xbox One Xbox Series X/S | Windows Stadia | iOS iPadOS Android              | —                        |

## Recepción
| Videojuego                     | GameRankings                                                                | Metacritic                         |
| ------------------------------ | --------------------------------------------------------------------------- | ---------------------------------- |
| Legend of the Lost Spatula     | 60.60%                                                                      | —                                  |
| Operation Krabby Patty         | —                                                                           | —                                  |
| SuperSponge                    | (PS1) 68% (GBA) 67.83%                                                      | —                                  |
| Employee of the Month          | —                                                                           | —                                  |
| Revenge of the Flying Dutchman | (PS2) 53.20% (GC) 72.60% (GBA) 75.29%                                       | (PS2) 40 (GC) 66 (GBA) 71          |
| Battle for Bikini Bottom       | (GC) 74.17% (PS2) 73.30% (Xbox) 72.05% (GBA) 63.62%                         | (GC) 71 (PS2) 71 (Xbox) 70         |
| Freeze Frame Frenzy            | 60.20%                                                                      | 53                                 |
| Movin' with Friends            | 53.33%                                                                      | —                                  |
| The Movie                      | (GBA) 52.67% (Móvil) 68% (Xbox) 70.46% (GC) 70.90% (PS2) 71.89% (PC) 72.50% | (PC) 67 (GC) 73 (Xbox) 74 (PS2) 75 |
| Lights, Camera, Pants!         | Xbox) 53.67% (GC) 59.75% (PS2) 61.46% (GBA) 71.67% (PC) 75%                 | (PS2) 59 (Xbox) 57 (PC) 68         |
| Unite!                         | (GBA) 53.33% (PS2) 55.58% (DS) 57.33% (GC) 64%                              | (PS2/DS) 53                        |
| The Yellow Avenger             | (DS) 62.67% (PSP) 58.45%                                                    | (DS) 67 (PSP) 48                   |
| Creature from the Krusty Krab  | (GC) 69% (PS2) 62.44% (Wii) 58.83% (GBA) 72.50% (DS) 56.33%                 | (DS) 56 (PS2) 56 (Wii) 57 (GC) 74  |
| Battle for Volcano Island      | (PS2) 55.88% (DS) 57.60% (GBA) 65.40% (GC) 69%                              | (PS2/DS) 59 (GBA) 69               |
| Attack of the Toybots          | GBA) 57% (Wii) 57.33% (PS2) 64.75% (DS) 67%                                 | (DS) 54 (Wii) 60                   |
| Atlantis SquarePantis          | (PS2) 59.75 (Wii) 62.25% (DS) 66.60% (GBA) 72%                              | (DS) 64                            |
| Underpants Slam                | 52.33%                                                                      | 55                                 |

| Videojuego                            | GameRankings                          | Metacritic                                 |
| ------------------------------------- | ------------------------------------- | ------------------------------------------ |
| Globs of Doom                         | (DS) 66.50% (Wii) 58.83% (PS2) 57.50% | (DS) 48 (Wii) 47 (PS2) 39.33               |
| Drawn to Life                         | 71.08%                                | 68                                         |
| The Big One: Beach Party Cook-Off     | 58.20%                                | —                                          |
| Truth or Square                       | (X360) 40% (Wii) 68%                  | (X360) 40                                  |
| Boating Bash                          | (DS) 43% (Wii) 46.50%                 | —                                          |
| SquigglePants                         | (Wii) 64.18% (3DS) 68.29%             | (Wii) 59 (3DS) 64                          |
| Surf & Skate Roadtrip                 | (X360) 60%                            | (X360) 60                                  |
| Moves In!                             | —                                     | (iOS) 50                                   |
| Plankton's Robotic Revenge            | —                                     | (Wii U) 40                                 |
| HeroPants                             | —                                     | (X360) 20 (PS Vita) 58                     |
| Battle for Bikini Bottom – Rehydrated | —                                     | (PC) 69 (PS4) 68 (Xbox One) 71 (Switch) 66 |

La serie de videojuegos SpongeBob SquarePants recibió críticas mixtas de los críticos. Aunque el videojuego basado en la película es el mejor calificado según Metacritic, los fanáticos consideran que Battle for Bikini Bottom es uno de los mejores videojuegos de la serie.
Edge declaró Operation Krabby Patty como el juego número 29 en su lista de "Los 100 mejores juegos para PC del siglo XXI" en 2006.
HeroPants fue nominado para el "Premio al videojuego favorito" en los Nickelodeon Kids 'Choice Awards en 2016, pero perdió ante Just Dance 2016. Employee of the Month fue nominado por los editores de Computer Gaming World para el premio "Juego de aventuras del año" en 2003, pero el premio fue otorgado a Uplink: Hacker Elite.
Lights, Camera, Pants! fue nominado al título de Mejor Videojuego de Animación en los 33° Annie Awards en 2005, pero perdió ante Ultimate Spider-Man. Creature from the Krusty Krab fue nominada al Mejor Videojuego Animado en los 34° Annie Awards en 2006, pero perdió ante Flushed Away. También ganó el premio al videojuego favorito en los Kids 'Choice Awards 2007.

### Ventas
La versión de PlayStation de SuperSponge vendió 1.06 millones de copias, convirtiéndose en uno de los juegos más vendidos de la consola. Battle for Bikini Bottom vendió más de 1,25 millones de copias. Ambos juegos fueron agregados a PlayStation Greatest Hits por Sony, y este último fue agregado a Xbox Platinum Family Hits y la elección de GameCube Player por Microsoft y Nintendo, respectivamente.
En 2006, las ventas de la serie de videojuegos de Bob Esponja totalizaron 1,5 millones de copias vendidas, y Operation Krabby Patty tuvo un total de ventas estimado de 490.000 copias.
Edge también clasificó Revenge of the Flying Dutchman , Battle of Bikini Bottom y The SpongeBob SquarePants Movie en los números 34, 31 y 25 respectivamente en su lista "Los 50 mejores juegos portátiles del siglo", según el número de copias vendidas. Las versiones de Game Boy Advance de The SpongeBob SquarePants Movie , Battle for Bikini Bottom y Revenge of the Flying Dutchman vendieron un total estimado de 780,000, 710,000 y 740,000 copias, respectivamente.
En 2007, la serie de videojuegos totalizó más de 20 millones de copias enviadas en todo el mundo, lo que la convierte en una de las franquicias de videojuegos más vendidas. En 2010, la serie alcanzó más de 29 millones de copias enviadas en todo el mundo.
Bob Esponja se muda! alcanzó el puesto número 6 en las listas oficiales de App Store de las mejores aplicaciones pagas para iPhone y el número 4 entre las mejores aplicaciones pagas para iPad en 2013.
En junio de 2020, The NPD Group publicó una clasificación de los 10 juegos de Bob Esponja más vendidos en los Estados Unidos a partir de mayo de 2020, con The SpongeBob SquarePants Movie en el puesto número 1 seguido de Battle for Bikini Bottom y Revenge of the Flying. Dutchman.
El 13 de agosto de 2020, Rehydrated había vendido más de 1 millón de copias. Y al 19 de mayo de 2021, alcanzó más de 2 millones de copias.